# Раввинская литература
Раввинская литература — согласно «ЕЭБЕ»: еврейская галахическая литература, вся письменность устной традиции, начиная с эпохи заключения Талмуда по настоящее время, посвящённая разработке еврейского законодательства и ритуала. Подразделяется на: 1/ экзегетическую литературу и 2/ кодификационную литературу.

## Термин
Термин «раввинская литература» вошёл в общее употребление уже в конце эпохи позднего средневековья для обозначения всей еврейской письменности, начиная от эпохи заключения библейского канона. Своим происхождением этот термин обязан неправильному представлению христианских богословов — впервые употребивших этот термин — о еврейской письменности как о литературе, имеющей исключительно богословский характер, представителями которой являются «раввины». В действительности звание «раввин», как почётный титул духовных представителей еврейских общин, имело во все времена мало общего с литературными заслугами.
В 1818 году Л. Цунц первым указал на ошибочность этого термина и, начиная с М. Штейншнейдера (ум. 1907), большинство еврейских учёных не употребляет термин «раввинская литература».
Тем не менее в христианской литературе этот термин продолжает применяться как обозначение всей побиблейской письменности, представители которой признают раввинизм (талмудический иудаизм), как господствующее у евреев течение традиционного иудаизма, в противоположность тем течениям, которые, подобно саддукеизму, сектантству и караимству были побеждены господствующим течением, основанным на начале преемственности и непрерывности устной традиции. В этом смысле термин «раввинская литература» приведён в «Jewish Encyclopedia» (Нью-Йорк, 1901—1906); этого термина придерживается и Бахер в «Encyclopedia Britannica».
Другие понимают под термином «раввинская литература» исключительно богословскую письменность, начиная с падения гаоната (Густав Карпелес, ум. 1909).

## Экзегетическая литература

### Перушим или Биурим (комментарии)
Перушим или Биурим (באורים, פרושים — «комментарии») — галахическая экзегеза, первые зачатки которой относятся к IX веку (толкования галахических мест в респонсах Палтои-гаона, жившего в конце первой половины IX в., толкования Цемаха-гаона, ок. 872 г., комментарии Саадии-гаона к Мишне и Талмуду, комментарии р. Шериры, Гаи-гаона, комментарий к «Иерушалми» р. Эфраима бен-Якова, комментарии р. Самуила бен-Хофни), с падением умственной гегемонии Востока достигает пышного расцвета в северно-африканских талмудических школах, в арабской Испании, Франции и Германии.

### Тосафот
Тосафот (תוספות — буквально «прибавления») — критические и объяснительные глоссы к Талмуду, вышедшие из школ, непосредственно примыкавших к Раши (ум. 1105) и его ученикам и процветавших во Франции и Германии в XII и XIII вв. Тосафот распадаются на следующие школы:
- французскую,
- германскую,
- испанскую и
- итальянскую.[1]

### Новеллы
Новеллы (חדושׁימ ,נמוקים). Родиной этого обширного вида раввинской литературы является Испания.

## Кодификационная литература

### Решения (песак)
Песак (арам. פסק, буквально «отсечение») — в переносном смысле означает «резолюция», «решение»; употребляется в раввинской литературе для обозначения окончательного решения без изложения мотивов его принятия. Песак может быть устным и письменным.

### Респонсы
Респонсы (שאלות ותשובות, תשובות, сокращенно שו״ת, буквально — «вопросы и ответы») — законодательные разъяснения и судебные решения, посылавшиеся выдающимися законоведами и раввинами в ответ на запросы со стороны отдельных лиц и общин.
- Первый период: гаонейские респонсы (הגאונים תשובות).
- Второй период: так называемые «местные» респонсы.
- Третий период: респонсы испанских и французских раввинов XI и XII вв.
- Четвертый период (второй раввинский): респонсы испанских и французских учёных XIII и XIV веков.
- Пятый период (третий раввинский): итальянские, турецкие, германские и польские респонсы с XV по XVIII столетия.
- Шестой период (четвёртый раввинский) включает респонсы с начала XIX века по настоящее время.[1]

## Кодексы и компендиумы
Еврейский термин «Закон» заключает в себе гораздо более, чем то, что под этим словом понимают в общепринятом смысле. В Пятикнижии слово «Тора» означает собрание всех предписаний, норм, заповедей и запрещений, считавшихся авторитетными благодаря своему божественному происхождению, независимо от того, были ли это законы нравственные, обычаи или судебные решения. Точно так же и в последующую эпоху — Талмуда — каждая норма или поучение Библии называлась «мицва», то есть «предписание» (צוה) от Бога, и считается вследствие этого обязательной. Поэтому еврейские кодексы вмещают в себе не только юриспруденцию, но и теологию, этику и обряды, и только немногие кодексы заключают в себе весь закон во всём его объеме.